# Léon Breitling
Léon Breitling (27 de enero de 1860 - 11 de agosto de 1914) fue un relojero y empresario suizo
que fundó la fábrica de relojes Breitling S.A. en Saint-Imier en 1884.

## Semblanza
Léon Breitling nació en 1860. Su interés por la relojería comenzó a una edad muy temprana, lo que le llevó a iniciar su aprendizaje todavía siendo adolescente, una actividad que cambiaría el curso de su vida.
En 1884, a la edad de 24 años, estableció su primera empresa, la firma relojera "G Léon Breitling" en Saint-Imier (Jura bernés). Su "manufactura" se especializó en producir relojes complicados, cronógrafos e instrumentos cronométricos.
En 1892 trasladó su empresa a La Chaux-de-Fonds, donde se dispusieron unas instalaciones de producción más grandes. La marca se rebautizó como "Fábrica de relojes Léon G. Breitling Montbrillant SA" y, con el tiempo, hizo crecer el negocio hasta llegar a contar con 60 empleados.

## Breitling S.A.
Léon Breitling creó una de las empresas de relojes suizos más famosas de la historia, tanto por su popularidad como por sus ingresos anuales.La firma Breitling siguió siendo de propiedad privada y su gestión se mantuvo en manos de la familia Breitling hasta 1979.
Ernst Schneider compró la empresa a la familia fundadora Breitling en 1979 y su familia conservó la propiedad hasta abril de 2017. El hijo de Ernst, Theodore Schneider, vendió la participación mayoritaria (80 %) de Breitling a CVC Capital Partners por más de 870 millones de dólares. Theodore Schneider conservó el 20% del control de Breitling hasta noviembre de 2018, cuando vendió el 20 % restante a CVC.